# Metropolia Thare i Nonseng
Metropolia Thare i Nonseng – jedna z 2 metropolii kościoła rzymskokatolickiego w Tajlandii. Została erygowana 18 grudnia 1965. 

## Diecezje
- Archidiecezja Thare i Nonseng
  - Diecezja Nakhon Ratchasima
  - Diecezja Ubon Ratchathani
  - Diecezja Udon Thani

## Metropolici
- Michel Kien Samophithak (1965-1980)
- Lawrence Khai Saen-Phon-On (1980-2004)
- Louis Chamniern Santisukniran (2005-2020)
- Anthony Weradet Chaiseri (od 2020)